# Олександр Стрезов
Олександр Крастев Стрезов (болг. Александър Стрезов; 13 березня 1935, Русе — 11 серпня 2007, Софія) — болгарський журналіст та дипломат. Постійний представник Болгарії при Організації Об'єднаних Націй (1988—1990).

## Життєпис
Народився 13 березня 1935 року в місті Русе. Закінчив факультет журналістики Софійського університету
З 1965 року на дипломатичній роботі в Міністерстві закордонних справ Болгарії.
У 1965—1973 рр. — працював у Секретаріаті ЮНЕСКО в Парижі.
У 1973—1981 рр. — був радником, повноважним міністром, послом.
У 1981—1987 рр. — заступник міністра закордонних справ Болгарії, У 1987—1988 рр. — перший заступник міністра закордонних справ Болгарії.
З 23 березня 1988 по 2 березня 1990 рр. — Постійний представник Болгарії при Організації Об'єднаних Націй.
З 13 грудня 1988 по 1990 був кандидатом у члени ЦК Болгарської комуністичної партії.
У 1991 році був Надзвичайним і Повноважним Послом Болгарії в Швеції.
Помер 11 серпня 2007 року